# 夜明けの刑事
『夜明けの刑事』（よあけのけいじ）は、1974年10月2日から1977年3月23日までの毎週水曜日20:00 - 20:55に、TBS系列で放映された刑事ドラマ。全111話。

## 概要
警視庁日の出署刑事課の人情味溢れる叩き上げのベテラン刑事と熱血漢の若手刑事のコンビを中心に、個性豊な刑事達が日夜起こるさまざまな事件を解決して行く。
本作の作風は素朴で人情味豊かなキャラクターの刑事（演：坂上二郎）が主人公であるがゆえに地味だが、人情話の要素を軸として社会性の強いシリアス調のエピソードや、当時流行した歌や映画、風俗などを題材にしたエピソードなど、バラエティに富んだ内容となっている。番組スタート時のレギュラー出演者は坂上のほか、石立鉄男、石橋正次、鈴木ヒロミツ、藤木敬士といった顔ぶれで、石立、石橋、鈴木の3人は本作の前番組『事件狩り』からのスピンオフ出演であった。中でも石立が演じた相馬課長は、『事件狩り』で自身が演じた主人公・大山竜介のキャラクターそのままに、強烈なリーダーシップを発揮する上司像で番組を引き締める存在だった。
「石立は第82話で降板」「第42話で石橋が降板した後に第43話から水谷豊が加入」など、途中でレギュラー出演者の変更があったが、番組は2年半続いた。その後も『新・夜明けの刑事』、『明日の刑事』と、日の出署を舞台にしたシリーズは5年間にわたって放送された。
ゲスト出演者の顔触れも多彩であり、第2話ではキャロル、第27話では当時、同じTBS系列放映、大映テレビ制作の人気ドラマシリーズ「赤いシリーズ」で主演も務めていた山口百恵のほか、俳優業と平行して自己のバンドを率いていた三浦友和やダウン・タウン・ブギウギ・バンド、ビューティ・ペア、二葉百合子といった当時の人気歌手やバンドも出演している。
また世相にも準じるストーリーやそれらに関するゲストも多彩で第45話「ハイ、こちら中ピ連です!!」では当時話題となった「中ピ連」とその代表である榎美沙子が出演し本人役で演じた。その他にも第64話ではおよげ!たいやきくんのヒットによるたいやきブームを題材にした脚本や第75話では木下サーカスが出演、実際のサーカス舞台会場を使ってのドラマ展開など時代背景を敏感に取り入れた。

## DVD・ソフト関連
2025年の時点で「夜明けの刑事」「新・夜明けの刑事」「明日の刑事」のDVD・ブルーレイの発売はされていない。

## 登場人物
鈴木勇刑事（巡査）： 坂上二郎
本作の主人公。一度クサいと睨んだ容疑者を執拗なまでにマークする事から、付いたあだ名が「スッポン刑事」。涙もろく、人情深い性格で、それが仇となって捜査上ミスを犯す事も多々ある。黒田からよく陰口を叩かれるほど刑事としては少々気の弱い性格だが、持ち前の粘り強さと馬鹿力で事件を解決して行く。また、変装を得意としており、潜入捜査時には酔っ払い（第13話、第25話）、タクシー運転手（第19話）、ストリップ劇場の呼び込み（第38話）、サーカス団のピエロ（第75話）、山伏（第96話）等に変装している。汗かきでしきりにハンカチで顔を拭う癖がある。鹿児島県出身で独身、劇中では得意の歌を披露する場面が度々ある。
池原雄介刑事（巡査）： 石橋正次（1975年10月まで）1 - 42話
熱血漢の若手刑事で鈴木刑事とコンビを組むことが多い。血の気が多く喧嘩っ早い性格だが、逮捕した強盗殺人犯の青年から「一目でいいから母親に会わせてほしい」と懇願され、それとなく会わせてやるなど（第24話）、心優しい一面も持ち合わせる。母親と妹が一人いる。
小林敦刑事（巡査）： 鈴木ヒロミツ
三枚目で刑事課のムード・メーカー的存在。太った体型に長髪、丸眼鏡がトレードマーク。当初はドライな性格で相馬課長の強引な命令に嫌気をさして黒田刑事に「早いとこ他の署に転勤しないとこの首が危ないよ」と愚痴っていた（第2話）。腕っ節はからきし駄目で女好きな一面もあるが、人一倍責任感が強く、自身が人質となったスナック篭城事件の際、負傷しながらも丸腰で犯人・横山（三上寛）に飛び掛り事件を解決させる等、回を重ねる毎に刑事として大きな成長を遂げた（第93話）。
黒田俊夫刑事（巡査部長）： 藤木敬士
刑事課の中では一番の堅物刑事。こまめに警察手帳にメモを取るなどエリート然としていながら、ミスを犯す鈴木刑事に対して平然と陰口を叩くほどの性格。二枚目的な風貌だが、第86話では鈴木刑事とプロレス興行会社へ潜入捜査の際、得体の知れない中国人に変装している。またシリーズ後半ではコミカルな一面も見せた。
相馬一郎課長（警視）： 石立鉄男（1976年8月まで）1 - 82話
「鬼の相馬」の異名を持つ、日の出署刑事課の刑事課長。他署で警部として指揮を執っていたが日の出署へ着任のときに警視に昇格、本人の強い意向で現場配属を希望し日の出署刑事課長となる。また日の出署の東英介署長からの信頼も厚い。日の出署の名物課長鬼の相馬との評判がありべらんめぇ口調で普段から言動が荒っぽく、捜査上ミスをした部下には容赦なく怒鳴りつける反面、裏ではさりげなくフォローする優しさも見せる、厳しくも部下思いの上司である。外に出る時はいつもサングラス姿になることが多い。第82話で日本一の広域暴力団・仁内組を壊滅する為に自らスパイとなって仁内組に捜査情報を漏らし、見返りに報酬を受け取る違反行為を繰り返し鈴木から非難されるも耳を傾けず、仁内組のピストル製造工場にて日の出署に連絡している所を見つかり生命の危機に晒されるが、最後は鈴木、小林、黒田らの援護もあり仁内組長（加藤嘉）以下全員を逮捕。しかし事件解決後、背任行為の責任を取り刑事を辞職し日の出署を去る。捜査課（刑事課）を後にする時は涙姿を見せないよう後ろ姿で部下の名前を呼び上げそのまま検察庁へと行く姿でエンドクレジットとなる。
山本宏刑事（巡査）： 水谷豊（1975年10月から1976年4月まで）43 - 67話
池原の後任の若手刑事。正義感が強くひたむきで純粋だが感情的になりやすく、捜査方針を巡って先輩刑事に食って掛かるなど気性の激しい面も見せる。第67話で男性4人が次々と殺害された連続殺人事件の捜査方針を巡って相馬課長と対立。後に相馬に窘められるが、相馬と共に犯人・沢木（長門裕之）を追い詰めた際、自らの勇み足で相馬に重傷を負わせてしまい自責の念に駆られる。その後、迷宮入りしていた沢木の妻と娘が殺害された事件の真犯人の一人で、沢木からも命を狙われていた5人目の男・横地（柴田侊彦）を逮捕するが、事件解決後、「一人前の刑事になる為に暫く旅に出て、自分を鍛え直す」と休職届を出し、日の出署を去る。
中村真吾刑事（巡査）： 山本伸吾（1976年5月から）73話 -
三代目の若手として赴任して来た新米刑事。前任の池原、山本両刑事と比べて、マイペースで温厚な性格な為か少々頼りない印象を受ける。第73話の着任早々、自分の友人が通り魔殺人事件の容疑者として疑われている事から報告を怠ったため相馬らに激しく叱責されるも、自ら囮になり事件解決の決め手を作った。華奢な体格の割に柔道やボクシングの心得がある。稀に相馬課長や小林、黒田から「真吾」と呼ばれる。
警視庁警視・石田喜一：（日の出署刑事課長代理）（相馬課長の先輩）神山繁（1976年8月から9月まで）83 - 86話
第76話に初登場の時は相馬課長から「警視庁本庁の警視正・・」と言われたが第83話に改めて登場した際は自ら「相馬の先輩警視として」と発言している。第82話で相馬課長が辞職した為、一時空席となった刑事課長の代理として本庁から赴任してきた。なお、演じた神山は本庁警備局長・田宮（第38話）、矢崎刑事部長（第56話、第67話）と、それぞれ別の役でも出演している。
柴田武課長（警部）： 佐藤允（1976年9月から）87話 -
第87話より登場の刑事課長。初登場の際に「あれもこれも相馬が・・・」と前任の相馬課長の先輩格であることを話していて強面で沈着冷静な性格だがユーモラスな面も持ち合わせる。コーヒー好きで刑事部屋では自分で炒れて飲んでいる姿も見受けられる。刑事課唯一の妻子持ちであり、妻に電話で夕食の材料を買って帰る様に頼まれていた（第93話）。また、五才の娘がいる（第106話）。
大野治子刑事（警部補）： 長山藍子（1976年9月から）87話 -
刑事課初の女性刑事。本庁の少年係にいた経歴から、未成年者が関与した事件の捜査では中心的な役割を担う。外見に似合わず犯人逮捕の格闘の際には男勝りな一面も見せる。鈴木刑事とコンビを組む事が多く、夫婦に化けて潜入捜査（89話）もした。
奥山陽子婦警（巡査）：風間祐子 （セミレギュラー・第69話まで）
日の出署刑事課に勤務する婦人警官で、お茶汲みや資料整理が主な仕事。第66話では看護婦に変装して犯人逮捕に協力した事もある。理由は語られなかったが第69話で退職した。
菊平：車だん吉（セミレギュラー・第87話から）
日の出署刑事たちの行きつけの飲み屋「寿美」の主人
幸一：中島茂樹（セミレギュラー・1976年10月から）
「寿美」の板前
警視庁日の出署・東英介署長（警視正）：宇津井健（特別出演）1 - 5、7 - 8、14、43話
相馬課長を日の出署へ推薦した人物、登場のたびに相馬課長を援護し、よき理解者でもある。妻帯者で世田谷区内の庭付き一戸建てに住んでいる。また第5話で出て来た飼い主が亡くなった犬を引き取って世話をしている。第7話では相馬課長が犯人に監禁された際には自ら現場に出向き指揮をとり助け出した。

## スタッフ
- 脚本：放映リスト参照
- 企画：野添和子（大映テレビ）
- プロデューサー：野添和子（第46話まで、第47話以降は「企画」としてクレジット）、 春日千春（第87話から）、千原博司、野木小四郎（大映テレビ）、安田孝夫、樋口祐三（TBS）
- 音楽：星勝
- 撮影：山崎忠、小川大次郎
- 美術：井上章、仲美喜雄、亀岡紀
- 衣装：東京衣装
- 効果：東洋音響
- 録音：アオイスタジオ
- 現像：東洋現像所
- 助監督：合月勇、田中秀忠、丸山豊、平田道夫
- 制作主任：加治屋常幸
- 制作協力：浅井企画
- ナレーター：芥川隆行
- 制作：大映テレビ株式会社、TBS

## 主題歌など
- エンディング主題歌
  - 夜明けの街（1 - 42話）
作詞：星野哲郎、作曲：叶弦大、編曲：斎藤恒夫、唄：石橋正次（クラウンレコード、CW-1463）
  - でも、何かが違う（43 - 86話）
作詞・作曲：マチ・ロジャース、編曲：あかのたちお、唄：鈴木ヒロミツ（東芝EMI、ETP-10492）
  - 何処かで失したやさしさを（87 - 111話）
作詞・作曲：マチ・ロジャース、編曲：あかのたちお、唄：鈴木ヒロミツ（東芝EMI、ETP-10130）

挿入歌
  - Yoake no Keiji
作詞・作曲・唄： ポール・ロジャース

## 放映リスト
「話数」はTBSチャンネルのHPに合わせてある。
放送日はTBSテレビ。
| 話数    | 放送日         | サブタイトル                         | 脚本              | 監督       | ゲスト |
| ------- | -------------- | ------------------------------------ | ----------------- | ---------- | --- |
| 第1話   | 1974年 10月2日 | 女の悲鳴                             | 山浦弘靖          | 増村保造   | 中山仁、名古屋章、永野裕紀子、杉山とく子、福田豊土、阿部寿美子、石太郎、紙じゅん、大泉滉、梅津栄、蟹江敬三、玉川長太、山本廉、津村秀祐、蓮川久美、川副博敏 |
| 第2話   | 10月9日        | キャロル知らない奴はおくれてる       | 山浦弘靖          | 国原俊明   | キャロル（矢沢永吉・大倉洋一・内海利勝・岡崎友）、保積ペペ、小池朝雄、三上真一郎、森秋子、毒蝮三太夫、はしだのりひこ、角友司郎、鳴海吾郎、津村秀祐、岡本四郎、長沢良治、溝呂木但、田畑孝、松島真一 |
| 第3話   | 10月16日       | 隣りの家の秘密                       | 山浦弘靖          | 井上芳夫   | 中尾彬、松本留美、入川保則、遠藤征慈、石橋蓮司、牟田悌三、山本廉、松沢勇、中原成男、津村秀祐、藤田啓而、沢田健、夏木章、渡辺高光 |
| 第4話   | 10月23日       | 手錠のままの駆け落ち                 | 山浦弘靖          | 土井茂     | 大門正明、浜田光夫、三浦真弓、織本順吉、高城淳一、岡崎夏子、新井みよ子、坂上千恵子、大木史朗、山口勝美、村田規子 （協力：花月ハイランドホテル） |
| 第5話   | 10月30日       | 猛犬は追いつめる                     | 加瀬高之          | 鷹森立一   | 佐藤英夫、ゆうきみほ、福沢良、矢野間啓二、荒木行徳、佐藤躍子、奥山幸雄、鷹西雅裕、花上晃、風間祐子 |
| 第6話   | 11月6日        | 花嫁は死んでいた                     | 安本莞二          | 国原俊明   | 荻島真一、中山麻里、大川栄子、沢村貞子、高橋昌也、石井富子、三谷昇、木島進介、島田幸子、青木和子、秋元健、加藤健一、前沢迪雄、牧田正嗣、練木二郎、西条貴之 |
| 第7話   | 11月13日       | お母ちゃんのお手柄                   | 山浦弘靖          | 手銭弘喜   | ジェリー藤尾、園佳也子、今井健二、田中明夫、桑山正一、平泉征、上野山功一、大前田武、佐藤輝昭、沢田勝美、力石民穂、和田健一郎、長谷川誉 |
| 第8話   | 11月20日       | 電話で殺人を……                       | 池田雄一          | 井上芳夫   | 西田健、田島令子、京唄子、鈴木瑞穂、茅野タカ、上月左知子、簗正昭、小島敏彦、桐原史雄、三橋幸男 |
| 第9話   | 11月27日       | 襲われた女家族                       | 山浦弘靖          | 国原俊明   | 三益愛子、下条アトム、柳家小さん、本田みちこ、佐藤蛾次郎、遠藤征慈、根岸明美、笹川恵三、奥村慎吾、松山新一、若尾義昭 |
| 第10話  | 12月4日        | そっくりさん殺人事件                 | 山浦弘靖 藤森明   | 井上芳夫   | 河原崎長一郎、光川環世、中島久之、中原早苗、三谷昇、渥美国泰、松原守、高杉哲平、桐原史男 |
| 第11話  | 12月11日       | それでも私は結婚したい               | 山浦弘靖          | 土井茂     | 鳥居恵子、緑魔子、佐々木剛、長沢純、稲葉義男、佐山俊二、中田博久、井上博一、吉岡ゆり、三亜節郎、宮本梧郎、松本敏男、久保晶、島崎勇 （協力：ホテル阿蘇白雲荘、全日空） |
| 第12話  | 12月18日       | 二人の妻を持つ夫                     | 山浦弘靖          | 土井茂     | 木内みどり、長谷川明男、片桐夕子、砂塚英夫、桜庭伶子 （協力：ホテル阿蘇白雲荘、全日空） |
| 第13話  | 12月25日       | サンタの乗っ取ったバス               | 山浦弘靖          | 土井茂     | 河原崎建三、千石規子、谷村昌彦、高松しげお、伊佐山ひろ子、蟹江敬三、弓恵子、みずのこうさく、加藤小夜子、吉永慶、丘野かおり、大塚周夫、谷本一、長谷川誉 |
| 第14話  | 1975年 1月1日  | 理由あるプレイボーイ                 | 安本莞二          | 国原俊明   | 中条きよし、渥美まり恵、宍戸錠、あのねのね（清水國明・原田伸郎）、太田美緒、安倍時子、藤宏子、栗原啓子、内藤功子、馬塚恵美子、鈴木フミ子、植原繁樹、溜健二、春田純一、栗原敏 |
| 第15話  | 1月8日         | ウソの結婚・刑事はつらいよ           | 加瀬高之          | 瀬川昌治   | 山口いづみ、尾藤イサオ、吉田義夫、常田富士男、小松政夫、人見きよし、立原博、名倉美里、夏木音十、団厳、木村修、石山雄大、相川圭子、茜トマト、柳原幸一、岡幸次郎 （協力 成田ファーストシティホテル） |
| 第16話  | 1月15日        | ふるさとの学校の先生                 | 山浦弘靖          | 国原俊明   | 松村達雄、吉田日出子、新克利、風間祐子、峰岸隆之介、入川保則、水原麻記、野村昭子、入江正夫、佐田淳、富山真沙子 |
| 第17話  | 1月22日        | さあ、女の復讐が始まるわ!            | 山浦弘靖          | 土井茂     | 田坂都、坊屋三郎、原知佐子、林ゆたか、うえずみのる、高原駿雄、東京太、東京二、ホーン・ユキ、金子吉延、椎谷健二、小高まさる、杉義一、畠山昌次、遠藤薫、西沢武夫、山田禅二、田川勝男、三亜節郎、石田裕子、森田規子 |
| 第18話  | 1月29日        | ウエディングドレスの秘密             | 加瀬高之 瀬川昌治 | 瀬川昌治   | 奈美悦子、吉行和子、荒木一郎、中田喜子、岡崎二朗、野村けい子、遠藤孝子、根岸京子、中島元、五木繁則、剣栄之、酒井修、西朱実 （協力：成田ファーストシティホテル） |
| 第19話  | 2月5日         | 宝くじブーム殺人事件                 | 山浦弘靖          | 国原俊明   | 大石悟郎、桜井センリ、蜷川幸雄、竹井みどり、佐々木梨理、小田まり、市原清彦、瀬戸山功、謝秀容、奈々ひろみ、鳴海吾郎、大山豊、志田登、佐田淳、並木静夫、白石守、山崎良一、稲川善一 |
| 第20話  | 2月12日        | ウソからでたマコト                   | 加瀬高之 瀬川昌治 | 瀬川昌治   | 湯原昌幸、春川ますみ、今井健二、石橋蓮司、穂積隆信、阿部正二、鶴間エリ、長谷川弘、小鹿番、柳原幸一、中原政之、遠矢孝信、石光豊、竹田久 |
| 第21話  | 2月19日        | 受験の春、思いつめた16才             | 工藤裕弘          | 土井茂     | 河内桃子、藤木悠、三崎千恵子、関根世津子、北原ひろみ、白石浩司、武内亨、清郷秀人、志摩玲子 |
| 第22話  | 2月26日        | 花屋の娘が消えた                     | 山浦弘靖          | 国原俊明   | 石川博、藤田みどり、名古屋章、市毛良枝、菅井きん、だるま次郎、五月晴子、桐原史雄、斉藤英雄、丸岡将一郎、神山寛、岩下健 （技術協力：花蔵） |
| 第23話  | 3月5日         | 新人歌手殺人事件                     | 山浦弘靖          | 土井茂     | 渡辺篤、南陽子、橋本功、石井富子、曽我町子、内山森彦、山田禅二、小林松海、田中竜治、中林義明、伊奈秀信 （協力：初島バケーションランド） |
| 第24話  | 3月12日        | ふるさとの母に向って走れ!            | 山浦弘靖          | 手銭弘喜   | 赤木春恵、三ツ木清隆、南利明、内田朝雄、小島三児、早川雄三、新橋耐子、土屋靖雄、福岡正剛、松阪雅治、前沢保美、名川貞郎、山田隆子、加藤信二、神山卓三 |
| 第25話  | 3月19日        | 蒸発したマイホームパパ               | 山浦弘靖          | 国原利明   | 藤田弓子、室田日出男、伊達三郎、石田太郎、木村元、曾我廼家一二三、京春上、佐竹一男、遠藤剛、浜田東一郎、小倉雄三、根本嘉也、山下哲男、丸岡将一郎、林光子、早川悟郎、新海丈夫、谷本一、松丸としの |
| 第26話  | 3月26日        | 秘密を知った父                       | 加瀬高之          | 手銭弘喜   | 川口恒、小松方正、近松麗江、菅野直行、岡部正純、石橋雅史、角友司郎、平沢信夫、松永守、神月のぶ二郎、久野一、大山泉、横山あきお、平島正一、伴淳三郎 |
| 第27話  | 4月2日         | 夢の新幹線殺人事件                   | 安本莞二          | 国原利明   | 原田大二郎、小池朝雄、北川美佳、高橋昌也、平泉征、石津康彦、塩崎量子、浅田和子、木村八郎、山口百恵、稲垣次郎とソウル・メディア （協力 日本電子工学院） |
| 第28話  | 4月16日        | 二人の女と結婚すれば・・・           | 鴨井達比古        | 土井茂     | 浜畑賢吉、名古屋章、水原麻記、辻シゲル、佐々木梨里、みずのこうさく、西郷昭治、長谷俊夫、木村千吉、由起艶子、八木孝子、玉村駿太郎、恩田恵美子、相川圭子、松本松江、須永康夫、松原秀、平松慎吾、溝呂木但 （協力 成田ファーストシティホテル） |
| 第29話  | 4月30日        | 死を宣告された夫                     | 安本莞二          | 土井茂     | 梅宮辰夫、亀井光代、西沢利明、遠藤征慈、緋多景子、おざわなおへい、野呂圭介、寺泉哲章、遠藤征慈、団厳、大里淳、寺泉哲章、加藤美津子、勝部演之、外野村晋、野田啓而、合田由来、今村広則、池田義彦 |
| 第30話  | 7月2日         | バクチの好きな夫に気をつけろ!!       | 加瀬高之          | 国原俊明   | 小林昭二、伊藤栄子、佐山俊二、小川美希、西田健、市原清彦、山崎猛、大和撫子、片岡美津子、田頭信幸、小池栄、高木二朗、岡崎夏子、川岡豊、岩城和男、湊俊一、藤井怜一、田畑孝 |
| 第31話  | 5月14日        | ナンセンスクイズ殺人事件             | 山浦弘靖          | 井上昭     | 河原崎長一郎、園佳也子、林ゆたか、進千賀子、十勝花子、伊藤豪、紅理子、星野みどり、水木梨恵、丹羽たかね、岡田映一、戸枝健久、松本陸男、斉川一夫、小高まさる、寺泉哲章、高橋康次、陸路久子、宮田ひろ子、橋口忠夫 |
| 第32話  | 5月28日        | 学校の先生の秘密!!                   | 山浦弘靖          | 土井茂     | 中条きよし、村地弘美、塚本信夫、竹井みどり、堺左千夫、東恵美子、奥野匡、上月佐知子、水沢由美、山田晴生、竹田一彦、井上正彦、芹沢由美、入江正夫、相生千恵子、九重ひろ子、大坪日出子、小宮山靖弘、清水昭博、大木富夫、坂大勝也、萩野美恵子、本田ミキ、小林伊津子、蓮見里美 |
| 第33話  | 6月11日        | 仕組まれた縁談                       | 安本莞二          | 土井茂     | 北川めぐみ、三崎千恵子、倉石功、風見章子、木下清、桂小益、小鹿番、大木正司、橋本きく子、坂上千恵子、城海峯、長尾英彦 |
| 第34話  | 6月25日        | 港のヨーコは殺されていた?            | 山浦弘靖          | 国原俊明   | 桃井かおり、ダウン・タウン・ブギウギ・バンド（宇崎竜童・新井武士・相原誠・和田静雄）、柴俊夫、中島久之、室田日出男、平凡太郎、根本嘉也、西本裕行、富士谷ひろみ、大友町子、松本松恵、池田勝美、酒井郷博、なかいゆうこ、竜春樹、山下哲夫、高橋義治 |
| 第35話  | 7月9日         | 塾ブームに殺された先生               | 山浦弘靖          | 国原俊明   | 大門正明、福田豊土、辻シゲル、加藤和恵、猪俣光世、住吉正博、桑崎晃男、高野浩之、山口哲也、石井宏明、風間佑子、川口英樹、青沼一彦、奥野建明、羽山裕康、見城貴信、西脇洋、田北宏治 （協力 日本電子工学院） |
| 第36話  | 7月23日        | すりかえられた娘                     | 工藤裕弘          | 合月勇     | 夏夕介、山添多佳子、長沢純、南道郎、文野朋子、山本廉、丸岡奨詞、五藤雅博、田村元司、門長太郎、谷津勲、森井睦、舟場克敏、久保大、山本ナミ、鈴木治彦、宮崎総子、長門勇 （協力：日本電子工学院） |
| 第37話  | 9月17日        | 魔がさした若い二人                   | 山浦弘靖          | 国原俊明   | 奈良富士子、野上祐二、南道郎、中条静夫、初井言栄、遠藤真理子、うえずみのる、藤江リカ、鶴間エリ、名倉美里、村田正雄、清郷秀人、浜野暁美、モーリン・ピーコック、平沢信夫、堀礼文 |
| 第38話  | 8月13日        | 海洋博でダイナミックな殺人           | 山浦弘靖          | 国原俊明   | 荻島真一、横内正、榊原るみ、中井啓輔、矢野宣、中田博久、小池雄介、加藤真知子、秋好光果、青森伸、大木史郎、入江正徳、岡本四郎、本多晋、梁正明、遠矢孝信、野崎修一、神山繁 |
| 第39話  | 8月27日        | 女子高校生への甘い罠                 | 山浦弘靖          | 土井茂     | 笑福亭鶴光、小川美希、千波丈太郎、鍋谷孝信、矢野間啓二、沖田駿一、阿部昇二、清水理恵、奥村公延、浜田寸射子、相川圭子、渡純子、清川虹子 |
| 第40話  | 9月3日         | 恐怖の連続ピストル魔を追え!          | 山浦弘靖          | 井上芳夫   | 川口厚、黒沢洋子、江戸家猫八、市川好朗、富田仲次郎、深江章喜、柴田英子、石川敏、北川陽一郎、松坂雅治、北村晃一、岩下健、塩見直行、八木秀司、平野正明、藤岡恵子、大山高男、西尾啓、伴藤武、きくち英一、今村昭信、長浜哲平、氷室浩二、森正親、団喧太、浅野謙二郎 |
| 第41話  | 9月10日        | 人妻をねらう狼!                      | 安本莞二          | 土井茂     | 中山仁、園佳也子、谷村昌彦、人見きよし、立原博、園千雅子、菅原赫、西村淳二、玉村駿太郎、神田正男、重盛輝江、西村光絵、恩田恵美子、中村武己、西朱実、衣笠太規、佐藤貴行 |
| 第42話  | 10月1日        | 夫はポルノに殺された!                | 山浦弘靖          | 土屋統五郎 | 中尾彬、川口晶、川谷拓三、柄沢英二、岩本多代、穂積隆信、相沢治夫、永井政春、竹田博、花田達、伊吹二郎、並木静夫、名古屋章 |
| 第43話  | 10月8日        | 愛の終りに殺された女                 | 安本莞二          | 増村保造   | 坂口良子、福田豊土、三遊亭円歌、林ゆたか、三谷昇、松下達夫、野村昭子、早川雄三、野村けい子、川添博敏、上野綾子、杉本マチ子、古川信興、下野紀志子、立川とも子、内藤功子、岡田まゆみ、宇津井健（特別出演） |
| 第44話  | 10月15日       | 裂けた三角関係殺人!                  | 安本莞二          | 土井茂     | 中島久之、新倉博、江藤潤、水原麻記、泉ピン子、打田康比古、みずのこうさく、斉藤真、永谷悟一、島もとき、三沢憲治、大谷貴志 （協力：秋田書店・週刊少年チャンピオン） |
| 第45話  | 10月22日       | ハイ・こちら中ピ連です!!             | 山浦弘靖          | 井上芳夫   | 榎美沙子（特別出演）、前田吟、真屋順子、杉山とく子、佐々木梨里、山田禅二、田川勝雄、松尾文人、石井宏明、新野加代子、有馬瑞子 |
| 第46話  | 10月29日       | 行先のない救急車!!                   | 山浦弘靖          | 土井茂     | 河原崎長一郎、蟹江敬三、東山明美、辻伊万里、伊藤高、桐原史雄、前沢迪雄、三亜節郎、佐藤健一、松島真一、村上幹夫、関悦子、山根寿幸、川西喜義、山岡葉子 |
| 第47話  | 11月5日        | 襲われた女子高校生の恐怖!!           | 山浦弘靖          | 井上芳夫   | 吉行和子、斉藤浩子、石橋蓮司、蜷川幸雄、真夏竜、石山雄大、高木真二、千波恵美子、真田五郎、竹田博、新海丈夫、神谷百合子、永野夕香里 |
| 第48話  | 11月12日       | 花の好きな女の秘密                   | 山浦弘靖          | 土井茂     | 小林亜星、亀井光代、川地民夫、井上博一、市原清彦、小池雄介、風間杜夫、西条貴之、大野雄二、春宮圭子、宝示圭世、中村満 |
| 第49話  | 11月26日       | 就職の秋・人事課長殺人事件           | 山浦弘靖          | 佐藤肇     | 三ツ木清隆、赤木春恵、桜井センリ、入川保則、田中明夫、原田あけみ、武藤英司、下塚誠、田辺節子、山本廉、秋元羊介、西朱実、藤井つとむ、山本武、斉藤英雄、近松俊夫、瀬戸山秀樹 |
| 第50話  | 12月3日        | 死をかけた妻の叫び!!                 | 鴨井達比古        | 井上芳夫   | 三浦真弓、西沢利明、小坂一也、平田昭彦、中原早苗、梅津栄、佐藤仁哉、猪俣光世、山本廉、岡野美穂、中吉卓郎、渡辺一恵、片桐陽子、東大寺昌弘、大場健治、酒井郷博 |
| 第51話  | 12月10日       | 夫が誰かに殺される!!                 | 山浦弘靖          | 手銭弘喜   | 柳沢真一、茅島成美、穂積隆信、北村総一郎、野呂圭介、渡辺千世、福井友信、風間祐子、西村淳二、田村元治、西本裕行、高樹蓉子、田川勝男、神田正夫、松本敏男、園千雅子、佐藤健一、綿貫宏和、古屋哲、秋山京子、田辺しげる、向井恵子 |
| 第52話  | 12月17日       | 哀しみの蒸気機関車はふるさとを走る!! | 加瀬高之          | 井上芳夫   | 花沢徳衛、緑魔子、夏夕介、今井健二、遠藤征慈、鈴木昭生、伊達三郎、森山周一郎、三田村賢二、中村良二、大村千吉、三夏伸、松山英 （協力：登別第一滝本館 登別観光協会 / 全日空） |
| 第53話  | 12月24日       | 星空に宝石が消えた!!                 | 阿井文瓶          | 土屋統五郎 | 高津住男、小高賢、柳生博、真山知子、森川正太、谷岡行二、桜井浩子、木島進介、西条貴之、土屋靖雄、日吉としやす、丸岡将司、佐久間祐子、田村みどり、小川美奈子、渡辺小百合 |
| 第54話  | 1976年 1月7日  | 消えた女子高校生歌手の秘密           | 山浦弘靖 井上芳夫 | 井上芳夫   | 鈴木瑞穂、滝田裕介、長谷川明男、本山可久子、大石悟郎、砂塚秀夫、山岡徹也、八名信夫、梅津栄、山本廉、高橋富士子、平沢信夫、大場健治、槙大輔、新地和子、畑有利子、神谷百合子、永野小百合、後珠美 |
| 第55話  | 1月14日        | 七年目に襲われた娘!!                 | 阿井文瓶          | 内藤誠     | 小松方正、鳥居恵子、室田日出男、清水綋治、殿山泰司、初井言栄、江幡高志、潮健児、鶴間エリ、夏木章、加藤真知子、栗又厚、桜井麻子 |
| 第56話  | 1月21日        | 夜明けに白バラが散った!!             | 山浦弘靖          | 土屋統吾郎 | 葉山良二、木下清、木村理恵、梅津栄、風間祐子、中田博久、片岡五郎、山本昌平、西朱実、真田五郎、名川貞郎、田畑孝、香川令子、宮川満夫、神山繁 |
| 第57話  | 1月28日        | 相対死した娘の謎!!                   | 加瀬高之 井上芳夫 | 井上芳夫   | 平泉征、伊佐山ひろ子、近藤宏、杉山とく子、井上博一、風間祐子、小沢重雄、北原ひろみ、俵一、阿藤海、岩名雅記、広田正光、島田清子、石崎洋光、森岡隆見、井口義亮 |
| 第58話  | 2月4日         | 女一人夜の恐怖!                      | 山浦弘靖          | 田中重雄   | 村田千栄子、保積ぺぺ、上野山功一、平凡太郎、及川広夫、沖田駿一、風間祐子、曽根秀介、高橋英三郎、堀礼文、鈴木誠一 |
| 第59話  | 2月11日        | 恋人は殺人犯ではないわ!!             | 鴨井達比古        | 恩地日出夫 | 風間杜夫、根岸とし江、石橋蓮司、小栗一也、堺左千夫、常田富士男、市川夏江、福田妙子、佐藤仁哉、牧田正嗣、風間佑子、木村豊幸、鈴木泰明、城恵美、藤井敏夫、瀬戸山秀樹、岡幸次郎、大田黒武生、鳥井忍、新海丈夫、渡辺修、永田博文、中島秀生、賀原夏子 |
| 第60話  | 2月18日        | 私の幸せは今日でおしまい!!           | 大野武雄          | 手銭弘喜   | 下塚誠、市毛良枝、天津敏、小池雄介、風間祐子、加藤忠、上田耕一、松尾文人、菅沼赫、川崎公明、松島真一、小野敦子、高橋亨、高木真二、小西俊雄、浅見小四郎、池田功、中野建、出原健一 |
| 第61話  | 2月25日        | 死者への花は絶やさない!!             | 山浦弘靖 井上芳夫 | 井上芳夫   | 谷隼人、佐野厚子、下条正己、遠藤征慈、砂塚秀夫、三戸部スエ、多田幸雄、渡辺高光、笠野剛、奥茂治、丸山良子、東谷浩子 （協力：城山観光ホテル / 全日空 / 大正観光株式会社） |
| 第62話  | 3月3日         | お願い私を殺さないで!!               | 山浦弘靖          | 土屋統五郎 | 渡辺篤史、新藤恵美、高津住男、石橋雅史、綾川香、杜沢泰文、風間祐子、簗正昭、あびる啓二、吉中正一、上田剛、中原泰久、佐伯良雄、宮本明海 （協力：唐津市旅館協同組合、唐津市、全日空、唐津市、唐津市観光協会、昭和バス自動車株式会社） |
| 第63話  | 3月10日        | 母は復讐など許さない!!               | 阿井文瓶          | 内藤誠     | 財津一郎、高田敏江、初井言栄、佐藤蛾次郎、三上寛、鹿内孝、近藤準、大野悌尚、津森正夫、風間祐子、由紀艶子、小野松枝、清郷秀人、中村満、関悦子 |
| 第64話  | 3月17日        | たいやきブームに殺された女子高校生?  | 阿井文瓶          | 土屋統五郎 | 花沢徳衛、浅野ゆう子、金田龍之介、伊達三郎、根岸一正、永井政春、伊藤義高、新井和夫、大河内稔、高木真二、伊藤弘一、後珠美、畑有利子、大池音子 |
| 第65話  | 3月24日        | 注文はセーラー服の女子高校生だ!!     | 山浦弘靖          | 手銭弘喜   | 志垣太郎、中尾彬、南利明、鈴木美江、稲垣昭三、石山雄大、水城蘭子、風間祐子、猪野剛太郎、芹沢由美、山下哲男、野村昇平、高山悦子、五十嵐美鈴 |
| 第66話  | 4月7日         | 人質になった女子高校生の危機!!       | 田口成光          | 内藤誠     | 進藤英太郎、桜むつ子、松本ちえこ、風間祐子、神有介、荻原伸二、山田博幸、桜井麻子、大谷栄進、佐藤薫 |
| 第67話  | 4月14日        | 君は妻娘を殺されたらどうする!!       | 山浦弘靖          | 手銭弘喜   | 長門裕之、柴田侊彦、梅津栄、池田鴻、山本廉、田畑孝、代志住正、会田由来、岸井あや子、竜のり子、本田みき、白井伶子、秋元羊介、山下勝也、中条文秋、佐藤健一、竹中ゆりか、神山繁 |
| 第68話  | 4月21日        | 暴力亭主と別れる方法                 | 山浦弘靖          | 内藤誠     | 中山仁、中山麻里、滝田裕介、北村総一郎、北島マヤ、青木和子、庄司永健、内田稔、辻シゲル、たくみさよ、鵜沢秀行、夏木章、佐藤耀子、佐竹一男、園千雅子、三橋幸男、西川三香子、岡戸乃武子 |
| 第69話  | 5月5日         | 殺したいほど憎いやつ!!               | 大野武雄          | 手銭弘喜   | ハナ肇、園佳也子、千葉裕、田口計、風間祐子、高原駿雄、江幡高志、北原ミレイ、高杉玄、沖田駿一、岩下健、伊藤正博、刀原章光、浅見小四郎、久野一元、金森隆、早川かつや、池田功 |
| 第70話  | 5月12日        | 抱きつきスリ姉妹の殺意!              | 山浦弘靖          | 内藤誠     | 吉行和子、江崎由梨、中島葵、小林稔侍、佐藤輝昭、関川昇、外山高士、坂本由英、岡本四郎、寺泉哲章、大矢兼臣、松浪志保、築地博、田畑孝、三川雄三、中林章、高橋康次、加藤陽子、佐々木節子、加藤弘二、寺田農 |
| 第71話  | 5月19日        | 襲われたホテル密室の復讐!!           | 山浦弘靖          | 土井茂     | 松山省二、河原崎長一郎、大山のぶ代、江夏夕子、黒沢のり子、滝奈保栄、森幹太、林ゆたか、松鶴家千と世、大森不二香、今井美佐子 |
| 第72話  | 5月26日        | 結婚サギ殺人事件                     | 安本莞二          | 国原俊明   | 柴俊夫、鳥居恵子、伊佐山ひろ子、深江章喜、絵沢萌子、小瀬格、小沢重雄、村田正雄、夏海千佳子、女屋美和子、団厳、後珠美、芹沢孝子、関悦子、村松英子 |
| 第73話  | 6月9日         | ハンサム歌手の赤い殺意!!             | 安本莞二          | 土井茂     | 三浦友和(友情出演)、中島久之、長谷直美、原知佐子、蟹江敬三、沢田勝美、浅見小四郎、金森隆、北原利夫、木田三千雄、稲垣昭三、桂小益、由紀艶子、井上三千男、配島恵子、遠藤浩、木村博美 |
| 第74話  | 6月23日        | 失踪宣告された夫への甘い罠           | 山浦弘靖          | 手銭弘喜   | 山本紀彦、佐野厚子、桑山正一、横光勝彦、遠藤征慈、星美智子、竹田将二、松本松枝、酒井郷博、岡戸乃武子、松田町子、きくち英一、佐藤健一 |
| 第75話  | 6月30日        | 華麗なる大空中サーカス殺人事件       | 山浦弘靖          | 国原俊明   | 小倉一郎、根岸明美、中丸忠雄、平田昭彦、永野裕紀子、清水紘治、多々良純、阿部昇二、日吉としやす、木下唯志、津川一政、谷口豊治、稲本好夫、大森正治、新本正明、川崎国子、その他 木下サーカスのメンバー （協力：木下サーカス） |
| 第76話  | 7月7日         | 恋する女神ヴィーナス誘拐事件         | 安本莞二          | 土井茂     | 小松方正、大門正明、谷村昌彦、柳生博、天本英世、内田稔、鈴木泰明、永谷悟一、小林勝也、向井恵子、三浦新一、神山繁 |
| 第77話  | 7月14日        | ひき逃げされた高校生のナゾ!!         | 工藤裕弘          | 合月勇     | 赤木春恵、中尾彬、二宮さよ子、赤塚真人、渥美国泰、遠藤真理子、平泉征、志賀勝、石井富子、福原秀雄、岸井あや子、山口譲、前沢保美、中野順子、西川三香子 |
| 第78話  | 7月21日        | 現代・四谷怪談                       | 山浦弘靖          | 国原俊明   | 夏純子、笑福亭鶴光、林ゆたか、三遊亭円歌、浜田寅彦、北島マヤ、高橋ひとみ、相川圭子、山口哲也、市川陽子 |
| 第79話  | 7月28日        | 名犬ペンジー探偵物語                 | 工藤裕弘          | 土井茂     | 前田吟、内田朝雄、真山知子、阿部寿美子、川上夏代、堀内正美、西川敬三郎、夏木章、中山仁、ペンジー キャッシー号（岩鶴實 所有）、ジャック号（岡崎友紀所有）、訓練指導 森脇和男 |
| 第80話  | 8月4日         | わが娘よ!!                           | 安本莞二          | 国原俊明   | 佐野浅夫、三浦真弓、鵜沢秀行 |
| 第81話  | 8月11日        | 横須賀ストーリー殺人事件             | 安本莞二          | 国原俊明   | 高沢順子、橋本功、中尾ミエ、蟹江敬三、鶴間エリ、鹿内孝、今井健二、柿沼真二、風間千代子、石山雄大、関口篤、大森不二香、田畑孝、水品昌子、斉藤健一、大竹まこと、清里秀人、金森隆バンド（近藤けいぞう、川名義春、西巻ジョー、阿部昇）山口百恵(ノンクレジット) |
| 第82話  | 8月25日        | 裏切りの烙印に賭ける!!               | 山浦弘靖          | 土井茂     | 加藤嘉、垂水悟郎、緑魔子、吉田義男、石橋蓮司、早川雄三、今井和子、遠藤征慈、曾我廼家一二三、福岡正剛、大林丈史、佐藤晟也、西田良、鍋谷孝喜、石川敏、晴海勇三、原田力、西尾啓、新海丈夫、鈴木和夫、堀礼文、西郷隆、牧村襄、中山剣吾、入江正雄、関保之、伊東巨介、中村満、宋晃 |
| 第83話  | 9月1日         | 山口さんちのツトム君誘拐事件         | 工藤裕弘          | 合月勇     | 斉藤こず恵、荒井注、藤田弓子、原知佐子、河原崎長一郎、坂上忍、平泉征、川崎あかね、みづのこうさく、小沢悦子、恩田恵美子、大月優子、神山繁 |
| 第84話  | 9月8日         | 危うし!岸壁の母                      | 山浦弘靖          | 国原俊明   | 二葉百合子(特別出演)、三益愛子、中島久之、小坂一也、小松方正、穂積隆信、人見きよし、中田博久、大下哲矢、上田耕一、津村秀祐、小島光隆、岡田映一、神山繁 |
| 第85話  | 9月15日        | 爆弾男 結婚式を乗っ取る!!            | 田口耕三          | 手銭弘喜   | 山形勲、松村達雄、大門正明、中島ゆたか、平田昭彦、佐々木勝彦、矢吹寿子、長島隆一、松下達夫、田川勝男、真家宏満、曽根秀介、斉藤英雄、川部修詩、高沖一郎、田辺しげる、神山繁 |
| 第86話  | 9月22日        | 地上最強の空手 仕組まれた殺人のワナ  | 安本莞二          | 土井茂     | 藤巻潤、志穂美悦子、横内正、郷鍈治、加藤武、石橋雅史、庄司永健、大前均、酒井務、蒲原敏明、栗原敏、水見昭浩、神山繁、大山倍達（空手指導兼）、郷田勇三 |
| 第87話  | 9月29日        | ママはライバル殺人事件               | 山浦弘靖          | 瀬川昌治   | 永野裕紀子、井上孝雄、松橋登、大関優子、桜井センリ、車だん吉、石井富子、鶴間エリ、中島茂樹、大森不二香、西村淳二、木村みどり、福永典明、高橋英三郎、田辺しげる、島村卓志、山根真由美、平井伶子、中村直子 |
| 第88話  | 10月6日        | 完全犯罪の罠!狙われた女子高校生      | 山浦弘靖          | 村山新治   | 荒谷公之、中条静夫、桜井センリ、斉藤浩子、谷口香、真屋順子、車だん吉、中島茂樹、大林丈史、福崎和宏、渡辺千世、北原ひとり、田村元治、向井恵子、溝口貴子、白川靖雄、松本うたか、日高久美子、島田裕理 |
| 第89話  | 10月13日       | 犯人は誰だ!恐怖のアパート連続殺人    | 山浦弘靖          | 富本壮吉   | 西村晃、尾藤イサオ、松本留美、松鶴家千とせ、梅津栄、車だん吉、中島茂樹、十勝花子、住吉正博、森大河、大塚吾郎、藤田啓而、小島敏彦、木村豊幸、広田正光、鳥井忍、大塚吾郎、宝生あやこ |
| 第90話  | 10月20日       | スッポン刑事の大勝負!                | 中村勝行          | 江崎実生   | 荻島真一、中島ゆたか、藤村有弘、小松政夫、車だん吉、中島茂樹、水沢有美、原田雅子、高木真二、堀礼文、岩名雅記、晴海勇三、新井孝文、黒田節子、松田茂樹、千代田恵介、湯浅洋行、西村秀樹、村上純子、伊藤雄之助(特別出演) |
| 第91話  | 10月27日       | 凸凹刑事、怪盗110号に挑戦!           | 山浦弘靖          | 江崎実生   | 佐野浅夫、ホーン・ユキ、横森久、鍋谷孝喜、車だん吉、中島茂樹、田利之、大向内稔、渡辺厳、遊佐ナオ子 |
| 第92話  | 11月3日        | 結婚サギ師の華麗な失敗!              | 鴨井達比古        | 井上昭     | 木内みどり、西沢利明、中山麻理、笑福亭鶴光、東啓子、鶴間エリ、車だん吉、中島茂樹、長谷川弘、田辺節子、桐原史雄、堀勝之祐、岩下健、和田一壮、藤井つとむ、星野昌子、香住恵子、殿岡みえ子、中村満、有佐友里、田口久美子 |
| 第93話  | 11月10日       | 美女の罠・お願い!一緒に死んで!!      | 浜名洋平          | 安室修     | 榊原るみ、太宰久雄、吉田義男、三上寛、北島マヤ、川代家継、デーブ平尾、関川昇、鎮目仁、山口哲也、松井紀美江、相原巨典、岩切しげき、大貫一孝 |
| 第94話  | 11月17日       | ショック!UFOに乗った殺人者           | 山浦弘靖          | 岡屋龍一   | 坂上忍、斉藤こず恵、大和田伸也、天津敏、佐々木梨里、伊藤洋一（子役）、佐野伸寿、車だん吉、中島茂樹、中井啓輔、宇田川智子、加藤和夫、和久井節緒、小沢悦子、佐藤輝昭、中村武巳、石島房太郎、長谷川真理子、藤井敏夫 |
| 第95話  | 12月1日        | フランケンシュタインの怒り!          | 中村勝行          | 降旗康男   | 下条アトム、川口晶、栗田ひろみ、平泉征、上野山功一、寺泉哲章、矢崎滋、車だん吉、中島茂樹、大竹まこと、斎木滋、中西良太、草薙良一、水品昌子、五大治 |
| 第96話  | 12月8日        | 猫神家一族に何が起こったか!?         | 山浦弘靖          | 安室修     | 夏純子、赤座美代子、金田竜之介、小坂一也、泉晶子、三笠すみれ、石田信之、保積ペペ、浜田寅彦、小林昭二、稲垣昭三、中曽根公子、森下京子、大出俊 |
| 第97話  | 12月15日       | ママあたしを殺さないで!              | 山浦弘靖          | 降旗康男   | 中山仁、松本留美、長谷川哲夫、三浦真弓、三宅くにこ、車だん吉、中島茂樹、二階堂千寿、菅沼赫、山田早苗、宗形智子、中野順子、桧作往子、三上昭子、武田博 |
| 第98話  | 12月22日       | 歳末刑務所（ムショ）入り志願!        | 浜名洋平          | 井上芳夫   | 藤村有弘、清水紘治、植田峻、石井富子、大前均、池田和歌子、奥村公延、粟津號、田川勝男、松島真一、鳴海吾朗、木村みどり |
| 第99話  | 12月29日       | 命を賭けた結婚式                     | 鴨井達比古        | 安室修     | 志垣太郎、岡まゆみ、伊藤敏孝、小池雄介、山崎猛、富田浩太郎、天草四郎、野口元夫、玉村駿太郎、向井恵子、三宅みつる、沢村正一、花沢徳衛 |
| 第100話 | 1977年 1月5日  | ヘビにのまれたスッポン刑事           | 永井素夫          | 瀬川昌治   | 湯原昌幸、田坂都、砂塚秀夫、田武謙三、賀川雪絵、鶴間エリ、団厳、木村修、三浦洋一、五月晴子、立枝歩、三沢もとこ、犬塚弘 |
| 第101話 | 1月12日        | 世にも恐ろしい母の愛                 | 石松愛弘          | 富本壮吉   | 三ツ木清隆、森川千恵子、寺泉哲章、小山武宏、大地育子、土生和彦、中西良太、大塚道子 |
| 第102話 | 1月19日        | モシモシ・私が犯人です!              | 浜名洋平          | 井上芳夫   | 山本圭、ホーン・ユキ、西沢利明、二条朱美、須賀良、鶴間エリ、長谷川弘、小島敏彦、名倉美里、佐藤晟也、木村みどり、関悦子、神戸泰子、竹口安芸子 |
| 第103話 | 1月26日        | 快速球殺人!                          | 山浦弘靖          | 村山新治   | 星正人、三崎千恵子、小松方正、田中明夫、川辺久造、西田健、近藤準、遠藤征慈、長窪真佐子、田村幸司、藤田啓而、吉水慶、簗正昭、田村みどり、溝口貴子、高橋栄三郎、加藤土代子 |
| 第104話 | 2月2日         | やりますわョ!男と女の大追跡          | 浜名洋平          | 井上芳夫   | 小池朝雄、蟹江敬三、蜷川幸雄、平泉征、八名信夫、梅津栄、桂小益、エディアラブ、岡本四郎、小林英樹、神田橋満 |
| 第105話 | 2月9日         | あたし幸せになれますか?              | 中村勝行          | 降旗康男   | 三浦リカ、車だん吉、中島茂樹、佐藤仁哉、下塚誠、小林勝彦、根岸一正、土方弘、里木佐甫良、野村けい子、山田禅二、山本武、大沢美晴、岡元八郎、河内喜一郎、牧京子、川崎葉子 |
| 第106話 | 2月16日        | 殺人は方程式に従って!                | 塙五郎 佐藤肇     | 佐藤肇     | 高林由紀子、柴田侊彦、左右田一平、松橋登、車だん吉、中島茂樹、十勝花子、関根節子、曾我廼家一二三、川上夏代、青木和子、青空球児・好児、及川広夫、九重ひろ子、三川雄三、篠原大作、沢木慶瑞、八角隆徳、栗又厚、小谷真貴子、西山悦郎、新島慶子、泉きよこ |
| 第107話 | 2月23日        | 女子プロレスラー奮戦す               | 浜名洋平          | 江崎実生   | 内田朝雄、ミミ、長澄修、梅津栄、三谷昇、車だん吉、中島茂樹、藤江リカ、夏樹レナ、中村是好、大井小町、原ひさ子、大坪日出代、山本廉、芳賀まり子、松井紀美江、有田麻里、多田幸雄、上野あやこ、五十嵐美恵子、森康子、由利恵子、青森伸、曽田博彰、黒高裕美子、木村陽司、吉田有美、新井千秋、全日本女子プロレス興行株式会社、ビューティ・ペア（ジャッキー佐藤・マキ上田）、赤城マリ子、ビクトリア富士美 |
| 第108話 | 3月2日         | その結婚式まてェーッ!                | 浜名洋平          | 安室修     | 尾藤イサオ、内藤武敏、佐藤蛾次郎、寺泉哲章、車だん吉、中島茂樹、木村理恵、椎谷健治、今井美佐子、遊佐ナオ子、小塙謙士、向井恵子、田川勝男、土生和彦、直樹マチ子、川田俊朗、田中一則 |
| 第109話 | 3月9日         | 初恋をタイホせよ!                    | 浜名洋平          | 江崎実生   | 宮脇康之、牟田悌三、今出川西紀、橋本功、車だん吉、中島茂樹、平凡太郎、福井友信、清里秀人、岸映子、たくみさよ、大山豊、財津一郎 |
| 第110話 | 3月16日        | 危うし!女刑事                        | 浜名洋平          | 降旗康男   | 水原ゆう紀、福田豊土、谷村昌彦、岩本多代、伊藤高、車だん吉、中島茂樹、西川敬三郎、刀原章光、土井美加、湯原一昭、小島光隆、堀勉、熱海里穂、中村雅俊、倉上治子、斉藤康彦、菊地友里 |
| 第111話 | 3月23日        | 歌手になりたかったのに!!             | 永井素夫 瀬川昌治 | 瀬川昌治   | フランキー堺、永野裕紀子、早川保、南利明、車だん吉、中島茂樹、西島明彦、名倉里美、関時男、大竹まこと、北山年男 |

## 放映ネット局
※は遅れネット
- 東京放送
- 北海道放送
- 青森テレビ
- IBC岩手放送
- 東北放送
- 秋田テレビ（フジテレビ系）※
- 福島テレビ（放映当時TBS系で現・フジテレビ系）
- 新潟放送
- 北日本放送（日本テレビ系）※
- 北陸放送※（日本テレビ系番組同時ネットのため）
- テレビ山梨
- 信越放送※（日本テレビ系番組同時ネットのため）
- 静岡放送
- 中部日本放送
- 朝日放送→毎日放送
- 山陰放送
- 山陽放送
- 中国放送
- テレビ山口※（NETテレビ系番組同時ネットのため）
- テレビ愛媛（フジテレビ系）※
- テレビ高知
- RKB毎日放送
- 長崎放送
- 熊本放送※（日本テレビ系番組同時ネットのため）
- 大分放送
- 宮崎放送
- 南日本放送
- 琉球放送

### 関西地区でのネットチェンジ
近畿地方（関西）では第1回から1975年3月26日放送分まで朝日放送（ABC）にネットされていたが、翌週の4月2日放送分からいわゆる「腸捻転」問題の解消に伴う東京-大阪間のネットチェンジにより、毎日放送（MBS）に移行した。